# Robert Armin

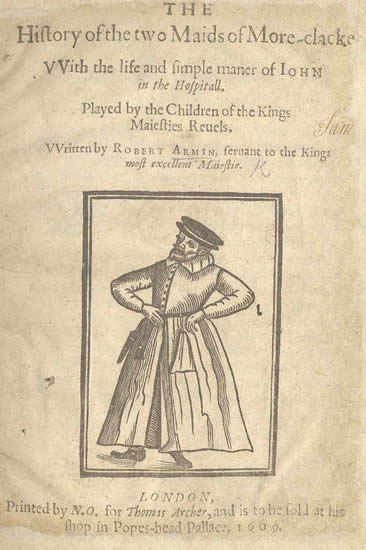
The History of the Two Maids of More-clacke

Robert Armin (h. 1563-1612) fue un actor inglés del teatro isabelino, miembro de la compañía del chambelán. Fue el actor de comedia más destacado de la troupe asociada con William Shakespeare después de la marcha de Will Kempe alrededor de 1600. También fue un escritor cómico popular, escribió una comedia, The History of the Two Maids of More-clacke, así como Foole upon Foole, A Nest of Ninnies (1608) y The Italian Taylor and his Boy.
Armin cambió el papel cómico de payaso o tonto de un sirviente rústico vuelto comediante a una de ingenio doméstico de alta comedia.
Armin era hijo de un sastre. Su padre lo colocó como aprendiz de orfebrería en 1581 con Lonyson, que fue el maestro de obras en el Royal Mint en la Torre de Londres, un cargo de gran responsabilidad. A la muerte de Lonyson en 1582, pasó a otro maestro. De acuerdo con una historia conservada en Tarlton's Jests, Armin llamó la atención del famoso bufón de la reina Richard Tarlton. Armin alcanzó reputación literaria antes de acabar su aprendizaje en 1592. En 1590, su nombre se relaciona con el prefacio de un tratado religioso, A Brief Resolution of the Right Religion. Dos años más tarde, tanto Thomas Nashe (en Strange News) como Gabriel Harvey (en Pierce's Supererogation) le mencionan como escritor de baladas; no ha sobrevivido ninguna de estas obras.
En los años 1590 se unió a la compañía de actores bajo el patrocinio de William Brydges, cuarto barón Chandos. Una referencia en cierta obra sugiere que pudo haber pasado algún tiempo como actor en solitario, como hizo Kempe. El par de libros que publicó en torno al cambio de siglo demuestra que estaba interesado en su arte: Fool Upon Fool (1600, 1605; reeditado en 1608 como A Nest of Ninnies), y Quips upon Questions. Su estilo, según se deduce de estas obras, no es el del cómico que dialoga con el público, como hizo Tarlton, y entrando en una batalla de ingenios, el bromea usando múltiples personas, canciones improvisadas, o haciendo comentarios sobre una persona o acontecimiento. Más que intercambio de palabras, él lanza las suyas liberalmente.
Las primeras ediciones de estos dos libros las atribuyen a "Clonnico de Curtanio Snuffe"--esto es, el payaso del Curtain". La edición de 1605 cambia "Curtain" por "Mundo" (esto es, el Globo); sólo en 1608 se dice expresamente su nombre, aunque las precedentes portadas bastaban para identificarlo ante los londinenses.
Otra obra de fecha indeterminada (fue publicada en 1609) es The Italian Tailor and his Boy. Sutcliffe dice que también escribió un panfleto publicado en 1599, A Pil to Purge Melancholie.
No se sabe cuándo se unió Armin a los Lord Chamberlain's Men. Se acepta generalmente que está relacionada con la marcha de Kempe. Armin intervino en representaciones del Globo en agosto de 1600. Se considera que él hizo todos los "idiotas autorizados" en el repertorio de la compañía del Chambelán y en la de los King's Men: Touchstone en Como gustéis, Feste en Noche de reyes, el bufón en El rey Lear, Lavatch en A buen fin no hay mal tiempo, y quizás Thersites en Troilo y Crésida, el Porter en Macbeth, y Autolycos en El cuento de invierno. 
Aparte de Shakespeare es posible que interpretara a Pasarello en la obra de John Marston The Malcontent. Armin aparece en el reparto de la obra de Ben Jonson El alquimista, puede que interpretara a Drugger. Se supone que fue el bufón de la obra de George Wilkins The Miseries of Inforst Marriage.
No aparece en el reparto de Catiline de Jonson (1611), lo que sugiere, junto a otros indicios, que se retiró en 1609 o 1610. Fue enterrado a finales de 1615.